# Club Omnisports de Bouaflé
El CO Bouaflé es un equipo de fútbol de Costa de Marfil que milita en la Primera División de Costa de Marfil, la liga de fútbol más importante del país.

## Historia
Fue fundado en el año 1971 en Yamoussoukro, la antigua capital de Costa de Marfil, afiliándose a la Federación Marfileña de Fútbol el 11 de abril de 1973 como el miembro 150 de la Federación y su logro más importante ha sido ganar la Copa de Costa de Marfil en la temporada 2004 luego de vencer en la final al Stade d'Abidjan 2-1.
A nivel internacional han participado en 2 torneos continentales, en los cuales nunca han superado la ronda preliminar.

## Palmarés
- Copa de Costa de Marfil: 1

2004

## Participación en competiciones de la CAF
| Temporada | Torneo                       | Ronda      | Club       | Casa | Visita | Global  |
| --------- | ---------------------------- | ---------- | ---------- | ---- | ------ | ------- |
| 2004      | Copa Confederación de la CAF | Preliminar | Olympic FC | 3-2  | 0-1    | 3-3 (a) |
| 2005      | Copa Confederación de la CAF | Preliminar | SC Cilu    | 0-3  | 0-5    | 0-8     |